# Waldo Ríos Salcedo
Waldo Enrique Ríos Salcedo (Huaraz, 27 de septiembre de 1955) es un agricultor y político peruano. Fue 
gobernador regional de Áncash desde enero del 2015 hasta su encarcelamiento en octubre del 2016 por el delito de colusión. Fue también congresista de la república en el breve periodo 2000-2001 y alcalde de la ciudad de Huaraz en 1999.

## Biografía
Nació en la ciudad de Huaraz el 27 de septiembre de 1955. Realizó sus estudios primarios en el Sagrado Corazón de Jesús en el distrito de Independencia y secundarios en el GUE Gran Mariscal Toribio de Luzuriaga. Es agricultor de profesión.

## Trayectoria política

### Alcalde de Huaraz
Waldo Ríos incursionó en la política cuando en las elecciones municipales del año 1998 postuló a la alcaldía de la ciudad de Huaraz por el movimiento Salvemos Huaraz, donde luego resultó elegido como alcalde y juramentado el 1 de enero de 1999, sin embargo, Ríos decidió renunciar a la alcaldía el 31 de diciembre del mismo año para poder participar en elecciones generales del año 2000.

### Congresista de la República
En el año 2000, Waldo Ríos se integró al Frente Independiente Moralizador de Fernando Olivera y postuló al Congreso de la República en las elecciones parlamentarias, siendo luego elegido como congresista de la república con 23,501 votos y juramentado para el periodo parlamentario 2000-2005. Sin embargo, Ríos decidió renunciar al FIM para quedar como congresista independiente, donde posteriormente fue muy cercano al fujimorismo. La salida de Ríos se debió a los manejos de Vladimiro Montesinos para el reclutamiento de congresistas tránsfugas de Perú 2000.
Ante la caída del gobierno de Alberto Fujimori tras ser vacado y el ascenso de Valentín Paniagua como presidente interino, su cargo parlamentario fue reducido hasta julio del año 2001, donde se convocaron a nuevas elecciones generales.

### Gobernador Regional de Áncash
En las elecciones regionales del 2014, postuló para la presidencia del Gobierno Regional de Áncash con el Movimiento Independiente Regional ''Áncash''. En la primera vuelta, celebrada el 5 de octubre quedó en el segundo lugar de las preferencias electorales, detrás del candidato Ricardo Narváez. Al no haber alcanzado ninguno de los candidatos el 30% de los votos emitidos, Narváez y Ríos competirían en segunda vuelta por la presidencia regional. Los resultados de la segunda vuelta electoral fueron; Waldo Ríos 65.46% (328,443 votos) y Ricardo Narváez 34.54% (173,329 votos). De esta manera Ríos fue elegido Presidente de la Región de Áncash para el periodo 2015-2018.

### Habilitación política
Debido a la condena impuesta en el 2008, el 19 de octubre de 2014, la Corte Suprema de Justicia, le denegó la su solicitud de rehabilitado por sus delitos de cohecho pasivo y receptación, cuando fue elegido congresista en 2000 y fue cooptado por Montesinos. Sin embargo, el 27 de octubre, el Jurado Electoral Especial de Huaraz determinó la continuación en la carrera electoral, la resolución indica que sólo tiene lugar hasta el cumplimiento de la condena por el cual son restituidos los derechos políticos. Luego, el 18 de noviembre, el Jurado Electoral Nacional de Elecciones confirmó la continuación en la carrera electoral sin embargo no podrá ejercer el cargo hasta que se disponga su rehabilitación, por lo que se suspendió la entrega de credencial a Waldo Ríos. El 26 de febrero de 2015, la Corte Suprema confirmó la rehabilitación para ejercer cargo público. El 22 de mayo, el JNE entregó las credenciales como gobernador regional.
Debido a la deuda de S/1.000.000, se inició rifas o colectas a favor de Waldo Ríos. Sin embargo, el Ministerio del Interior, a través de la Oficina Nacional de Gobierno Interior (Onagi), declaró fuera de ley.

## Controversias

### Condena por transfuguismo
Debido a su sospechosa renuncia del Frente Independiente Moralizador, Waldo Ríos fue luego investigado por una comisión del Congreso de la República donde se interrogó a Vladimiro Montesinos y éste admitió haber entregado $10.000 a Ríos para mantenerse en el FIM y luego renunciar alegando discrepancias internas. Montesinos afirmó que Ríos fue traído al Servicio de Inteligencia Nacional por un comandante del Ejército, designado por el entonces ministro José Villanueva Ruesta, y que se comprometió a recibir dicha cantidad para apoyar al oficilismo, siendo este hecho de pleno conocimiento del presidente Alberto Fujimori. Asimismo, Montesinos ayudó a Ríos en una impugnación presentada en su contra en el Jurado Nacional de Elecciones, siendo luego infundada por Alipio Montes de Oca. Según declaraciones de Matilde Pinchi Pinchi, Ríos se arrodilló ante Montesinos y le agradeció por la entrega de dinero señalando que «Dios le había puesto en su camino».
Debido a esto, el Poder Judicial lo condenó a cuatro años de prisión suspendida en el año 2008 y al pago de S/100.000 de reparación civil en favor del estado.

### Polémicas y reclusión
Uno de los diversos problemas que enfrenta Áncash era el déficit presupuestario y las obras paralizadas. Debido a esto, Waldo Ríos reconoció que no contaba con un plan de reactivación por lo que esperaba el financiamiento a través del Gobierno Central.
Durante la campaña, Waldo Ríos prometió el ofrecimiento de S/. 500 mensual a cada familia ancashina. Según Waldo Ríos, el ofrecimiento se daba solo por un trabajo remunerado, sin embargo, anunció que la propuesta no podría realizarse debido a que tan solo fue una propuesta para conseguir votos. Entre septiembre del 2015 y febrero del 2016 fue criticado por hacer proselitismo político a favor de su agrupación política Puro Áncash, obligando a cantar el himno de este partido en cada acto cívico al que fue invitado.

### Juicio y prisión
El 10 de marzo de 2016, se ordenó su captura preventiva por no haber acudido al proceso judicial que se le seguía sobre cuestiones vinculadas a su ejercicio de la alcaldía de Huaraz. Al respecto, la Corte Superior de Justicia de Huaraz se pronunció  que Ríos es culpable por el delito de colusión. Por tanto, el 29 de septiembre de 2016, se le sancionó con  la pena de 5 años de prisión efectiva, habiendo sido recluido, esa misma tarde en el penal de Huaraz. Fue liberado en julio de 2022.